# New Forest District
New Forest  är ett distrikt (motsvarande kommun) i grevskapet Hampshire i England, Storbritannien. Distriktet har 175 942 invånare (2022). Större orter är Hythe, Lymington, New Milton, Ringwood och Totton.  

## Civil parishes
Distriktet är indelat i 37 civil parishes: Ashurst and Colbury, Beaulieu, Boldre, Bramshaw, Bransgore, Breamore, Brockenhurst, Burley, Copythorne, Damerham, Denny Lodge, East Boldre, Ellingham, Harbridge and Ibsley, Exbury and Lepe, Fawley, Fordingbridge, Godshill, Hale, Hordle, Hyde, Hythe and Dibden, Lymington and Pennington, Lyndhurst, Marchwood, Martin, Milford-on-Sea, Minstead, Netley Marsh, New Milton, Ringwood, Rockbourne, Sandleheath, Sopley, Sway, Totton and Eling, Whitsbury och Woodgreen.